# Беттендорф (Німеччина)
Беттендорф (нім. Bettendorf) — громада в Німеччині, розташована в землі Рейнланд-Пфальц. Входить до складу району Рейн-Лан. Складова частина об'єднання громад Наштеттен.
Площа — 3,24 км2. Населення становить 313 ос. (станом на 31 грудня 2020).